# أويهان سانست
أويهان سانست ترابو (بالإنجليزية: Oihan Sancet Tirapu) هو لاعب كرة قدم إسباني من مواليد 25 أبريل 2000، يلعب لنادي أثلتيك بلباو.

## مسيرته الكروية
وُلد في بامبلونا، نافاري، وانضم إلى فريق شباب أتلتيك بيلباو من نادي أوساسونا في عام 2015. استدعي للموسم التحضيري مع الفريق الأول من قبل المدير إدواردو بريزو في 18 يونيو 2018.
في أوائل سبتمبر تعرض لإصابة في الركبة (تمزق في الرباط الصليبي الأمامي الأيسر) عاد إلى الملاعب في مارس التالي.

## مسيرته الدولية
خاض سانست على أول مباراة دولية له مع منتخب إسبانيا تحت 21 عامًا في 10 أكتوبر 2019 في مباراة ودية 1-1 مع ألمانيا التي أقيمت في قرطبة.

## الإحصائيات
آخر تحديث 17 أبريل 2022.
| النادي          | الموسم        | الدوري | الدوري  | كأس الملك | كأس الملك | أوروبا | أوروبا  | آخر    | آخر     | المجموع | المجموع |
| النادي          | الموسم        | الظهور | الأهداف | الظهور    | الأهداف   | الظهور | الأهداف | الظهور | الأهداف | الظهور  | الأهداف |
| --------------- | ------------- | ------ | ------- | --------- | --------- | ------ | ------- | ------ | ------- | ------- | ------- |
| أتلتيك بيلباو ب | 2018 - 19     | 10     | 1       | -         | -         | -      | -       | -      | -       | 10      | 1       |
| أتلتيك بيلباو ب | 2019 - 20     | 14     | 6       | -         | -         | -      | -       | 1      | 0       | 15      | 6       |
| أتلتيك بيلباو ب | المجموع       | 24     | 7       | -         | -         | -      | -       | 1      | 0       | 25      | 7       |
| اتلتيك بلباو    | 2019 - 20     | 17     | 1       | 2         | 0         | -      | -       | -      | -       | 19      | 1       |
| اتلتيك بلباو    | 2020 - 21     | 24     | 2       | 2         | 0         | -      | -       | 0      | 0       | 26      | 2       |
| اتلتيك بلباو    | 2021 - 22     | 27     | 6       | 4         | 0         | -      | -       | 2      | 0       | 33      | 6       |
| اتلتيك بلباو    | المجموع       | 68     | 9       | 8         | 0         | -      | -       | 2      | 0       | 77      | 9       |
| المجموع الكلي   | المجموع الكلي | 92     | 16      | 8         | 0         | 0      | 0       | 3      | 0       | 102     | 16      |

## روابط خارجية
- أويهان سانست على موقع الاتحاد الأوربي (الإنجليزية)
- أويهان سانست على موقع قاعدة بيانات كرة القدم.إي يو (الإنجليزية)
- أويهان سانست على موقع ناشيونال فوتبول تيمز (الإنجليزية)
- أويهان سانست على موقع Soccerbase.com (لاعب) (الإنجليزية)
- أويهان سانست على موقع Soccerway.com (الإنجليزية)
- أويهان سانست على موقع عالم كرة القدم.نت (الإنجليزية)